# Tagetes
Tagetes (în română, regional: ferfăn, ferfăni (pl) și ferfeni (pl), vâzdoagă, vâzdoage (pl) crăiță, crăițe (pl.), boance (pl.), bofte (pl.), budiană, ocheșele (pl.), săscută, schilculițe (pl.), țigăncușe (pl.)) este un gen de plante din familia Asteraceae, ordinul Asterales.

## Caractere morfologice
- Tulpina

- Frunza

- Florile

- Semințele

## Specii
Tagetes erecta (crăiță)

 